# Jun’ichirō Tanizaki
Jun’ichirō Tanizaki (jap. 谷崎 潤一郎 Tanizaki Jun’ichirō; ur. 24 lipca 1886 w Tokio, zm. 30 lipca 1965 w Yugawarze) – japoński pisarz, kandydat do literackiej Nagrody Nobla (1964).

## Życiorys
Urodził się w tokijskiej dzielnicy Nihonbashi, w bogatej rodzinie kupieckiej, która szybko zubożała i nie mogła opłacać jego nauki. Szkołę średnią ukończył dzięki pomocy nauczycieli i w 1908 rozpoczął studia na Wydziale Literatury Japońskiej Cesarskiego Uniwersytetu Tokijskiego. Przerwał jednak naukę w 1910 roku z powodu braku chęci i pieniędzy.
Znał kulturę i literaturę europejską, której wpływy można znaleźć w jego utworach. Przede wszystkim jednak fascynował się klasyczną literaturą japońską. Działalność literacką rozpoczął w 1910 roku, gdy pismo „Shinshichō” przyjęło do druku jego dramaty: Tanjō (Narodziny) i Zō (Słoń) oraz opowiadanie The Affair of Two Watches.
Początkowo interesował się estetyzmem, skierowanym przeciwko japońskiemu naturalizmowi, satanizmem i dandyzmem europejskim, a następnie w jego twórczości uwidocznił się wpływ Oscara Wilde’a. Fascynował się zachodnim stylem życia: chodził w garniturze i grał na gitarze. Uważał, że Tokio zniszczone w 1923 roku w wyniku trzęsienia ziemi będzie można odbudować w zachodnim stylu, a potem nastąpił u niego przełom duchowy i powrót do kultury japońskiej.

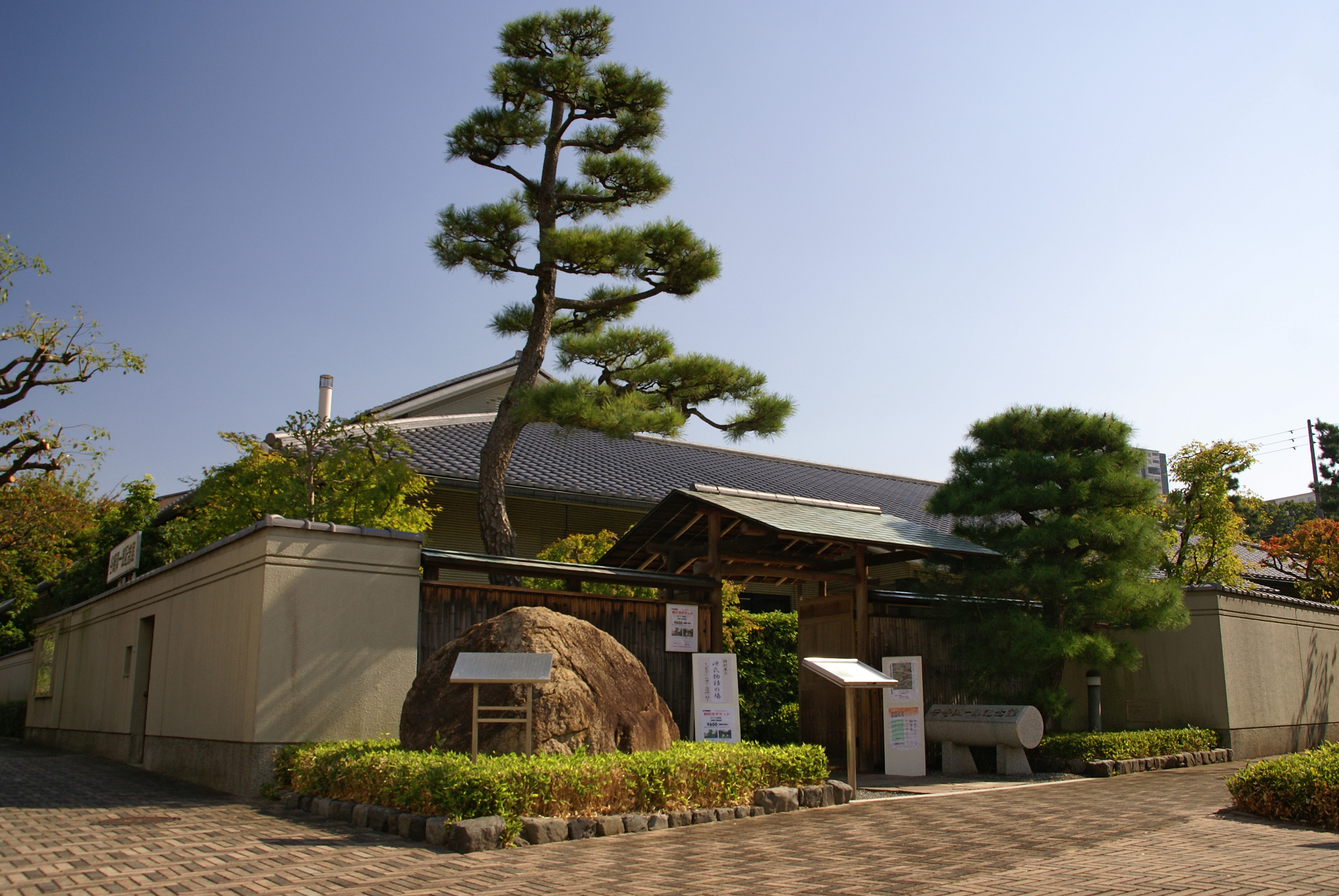
Muzeum pamięci pisarza w Ashiya

Niewielu pisarzy tak dogłębnie poznało mroczne zakamarki ludzkiej namiętności i pożądania. Z pewnością zaś żaden inny japoński pisarz nie przejął tak licznych elementów ze sprzecznych wobec siebie tradycji: japońskiej i zachodniej, poszukując istotnej syntezy obu kultur. W swej twórczości, naznaczonej piętnem pogoni za anormalnymi przyjemnościami, zajmuje się tym, co dla innych jest żenujące i niegodne opisu.
Tanizaki dokonał przekładu klasycznej powieści Genji monogatari z XI wieku. Pierwsze wydania ukazały się w latach 1940–1942, jednak w następnych latach wielokrotnie była poprawiana, aż do 1964 roku – wtedy została wydana wersja ostateczna, licząca 2200 stron.
W 1923 roku został wybrany do Japońskiej Akademii Sztuki. Laureat Nagrody Asahi za 1948 rok.

## Twórczość
- Tatuaż (Shisei, 1910) – opowiadanie uznawane za właściwy debiut pisarza. Utwór jest sadomasochistyczną opowieścią o artyście, który zamarzył o wytatuowaniu obrazu na ciele pięknej kobiety. Akcja toczy się w scenerii dzielnicy rozrywkowej Edo. Szalone pomysły artysty oscylują wokół piękna i okrucieństwa[3].
- Diabeł (Akuma, 1912)
- Miłość głupca (Chijin-no ai, 1925)
- Niektórzy wolą pokrzywy (Tade kū mushi, 1929) – powieść uważana za najlepszą w dorobku pisarza. Jej bohaterem jest mężczyzna pod wieloma względami podobny do samego autora, zachwycony początkowo Zachodem, powoli przychyla się ku trwałym wartościom, wyniesionym z okresu dzieciństwa. (Powieść ta została wydana w Polsce – łącznie z Dziennikiem szalonego starca – w 1972 r. przez Państwowy Instytut Wydawniczy, w tłumaczeniu Mikołaja Melanowicza).
- Ashikari, czyli źle mi bez ciebie (Ashikari, 1932) – opowieść wydana w 1971 r. przez PIW łącznie z Shunkinshō czyli rozmyślania nad życiem Wiosennej Harfy w książce pt.: Tanizaki Junichiro – dwie opowieści o miłości okrutnej, w przekładzie z japońskiego Mikołaja Melanowicza.
- Shunkinshō, czyli rozmyślania nad życiem Wiosennej Harfy (Shunkin-shō, 1933) – opowieść wydana łącznie z Ashikari czyli źle mi bez ciebie w 1971 r. przez PIW w książce pt.: Tanizaki Junichiro – dwie opowieści o miłości okrutnej, w przekładzie z japońskiego Mikołaja Melanowicza.
- Tajemna historia pana Musashiego (Bushūkō hiwa 1935) – przekład Katarzyny Piórkowskiej (PIW Warszawa, 1996).
- Płatki śniegu (Sasameyuki, inny tytuł: Drobny śnieg, 1948) – najlepszy dowód nowych poglądów pisarza. Powieść napisana podczas II wojny światowej. Została początkowo odrzucona przez cenzurę za brak wartości podtrzymujących wysiłek wojenny narodu. Tanizaki nie wychwalał militarnej potęgi i heroicznych tradycji Japonii. Przedstawiał natomiast wierny obraz życia przeciętnej rodziny w okresie przedwojennym. Główny wątek stanowią perypetie związane z poszukiwaniem męża dla jednej z trzech sióstr. Bohaterki hołdują tradycyjnym wartościom i trwają przy nich, mimo nadchodzących z Zachodu przemian. Atmosfera powieści przesycona jest tęsknotą za światem, którego już nie ma. Autor przedstawił tu panoramę społeczną losów i upadku starego rodu kupieckiego z Osaki tuż przed II wojną światową.
- Matka generała Shigemoto (Shōshō Shigemoto-no haha, 1956) – powieść historyczna.
- Klucz (Kagi, 1957) – pewien profesor uniwersytetu, człowiek w dojrzałym wieku, opisuje w swoim dzienniku etapy swojej „drogi krzyżowej”. Jego małżonka, o 10 lat młodsza od niego, mimo wychowania odebranego w rodzinie z Kioto, wiernej tradycjom skromnej kobiety, w dziedzinie erotycznej posiada niezaspokojony apetyt lub raczej profesor nie może już go zaspokoić. Stary profesor, zakochany w swej żonie bardziej niż kiedykolwiek, sięga po wszystkie klasyczne sposoby. Stosuje leczenie naparami, balsamami, zastrzykami, usiłuje pobudzić swoją męskość, patrząc na zdjęcia żony zrobione podczas głębokiego upojenia alkoholowego, do którego co wieczór ją doprowadza. Poczciwiec odkrywa w końcu, że nie ma lepszego bodźca niż zazdrość, rzuca więc żonę w ramiona narzeczonego swojej córki. Zachwycona kobieta znajduje w tym silnym i młodym człowieku zaspokojenie swych potrzeb i młodość, jednakże w dalszym ciągu upiera się przy tym, aby jej małżonek gotów był na każde skinienie do podobnych wyczynów. Profesorowi nie pozostaje więc nic innego, jak tylko umrzeć z wyczerpania. Powieść (lub opowiadanie)  stanowi bardzo zręczny splot dzienników poufnych dwojga głównych bohaterów, dzienników pisanych z pruderią, ponieważ każde z autorów udaje, że ukrywa swoje wyznania, wiedząc dobrze o tym, że druga strona zapoznaje się z nimi. Gra to godna francuskich powieści libertyńskich XVIII wieku.
- Ulotny most snów (Yume-no uki-hashi, 1959) – opowiadanie umieszczone w antologii opowiadań japońskich z lat 1945-1975 pt.: Tydzień świętego mozołu (PIW, 1986, ISBN 83-06-01185-6), przekład Mikołaj Melanowicz.
- Dziennik szalonego starca (Fūten rōjin nikki, 1962) – bohaterem jest stary człowiek dobiegający swych dni. Przeżywa on drugą młodość dzięki obecności atrakcyjnej synowej. Znajomość psychiki ludzkiej, doświadczenia starości, cierpka mądrość[8]. (Powieść została wydana w Polsce w 1972 r. przez PIW – łącznie z Niektórzy wolą pokrzywy – w tłumaczeniu Mikołaja Melanowicza).

## Galeria

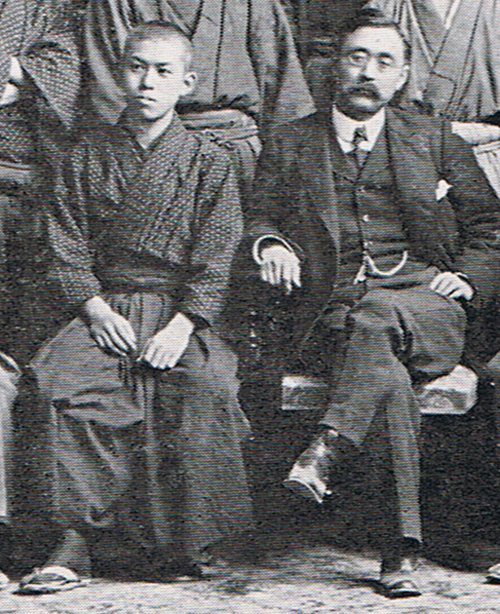
Tanizaki w szkole, obok dyrektor Inazō Nitobe, 1908
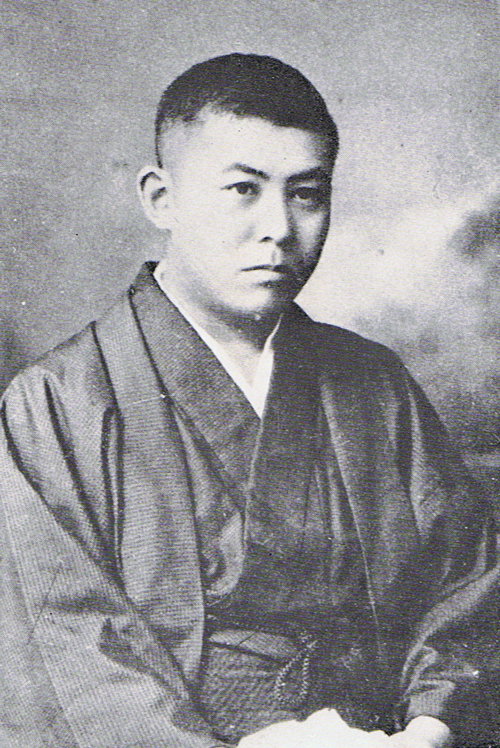
Jun’ichirō Tanizaki, 1913
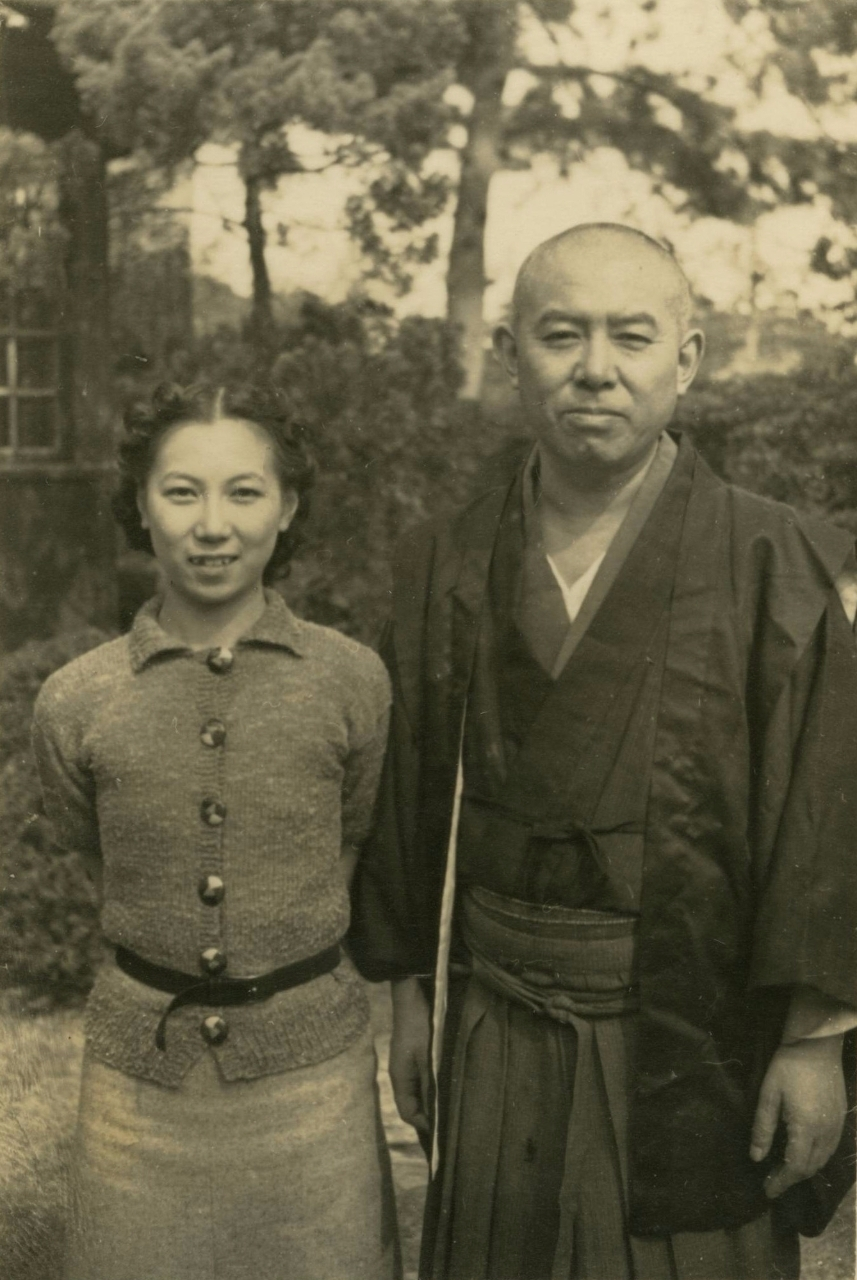
Pisarz z córką Ayuko, 1938
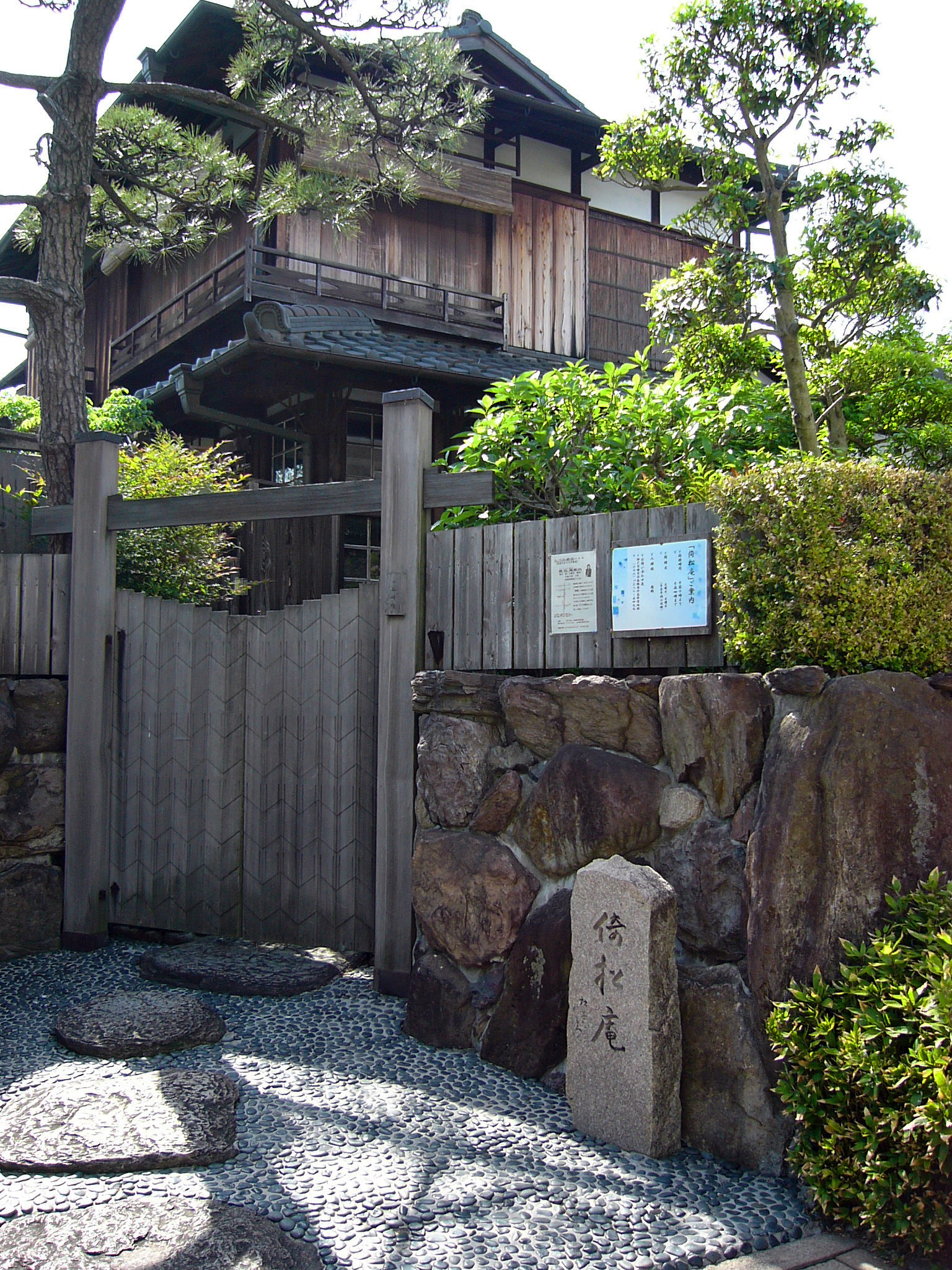
Dom w Kobe o nazwie Ishōan, w którym mieszkał w latach 1936-1943